# قراجه (میانه)
قراجه (میانه)، روستایی از توابع بخش مرکزی شهرستان میانه در استان آذربایجان شرقی ایران است. روستای قراجه در شهرستان اهر بخش مرکزی و دهستان گویجه بل قرار دارد این روستا به فاصله هفت کیلومتری شهرستان اهر در جاده اهر تبریز و در دامنه کوه‌های هارای واقع شده‌است. 

## جمعیت
این روستا در دهستان کله‌بوز شرقی قرار دارد و بر اساس سرشماری مرکز آمار ایران در سال ۱۳۸۵، جمعیت آن ۳۳۵ نفر (۷۰خانوار) بوده ‌است.